# Državna cesta D431
D431 je državna cesta u Hrvatskoj. Ukupna duljina iznosi 0,4 km.